# 乾隆行宫遗址
乾隆行宫遗址，是江苏省南京市的一处清时代古遗址，位于栖霞区栖霞山公园内，2012年入选南京市文物保护单位。1751年开工，1757年建成，为乾隆帝南巡时所建行宫中最大的一座。咸丰年间毁于战火，现仅存遗址。